# Timber Lakes
Timber Lakes è un census-designated place (CDP) degli Stati Uniti d'America, situato nello stato dello Utah, nella contea di Wasatch.